# Sigfrid Benzer
Karl Sigfrid Benzer, teilweise als Simon Benzer geführt, (* 28. Januar 1896 in Halmstad; † 22. Januar 1971 ebenda) war ein schwedischer Fußballschiedsrichter.

## Sportlicher Werdegang
Benzer leitete in den 1920ern und Anfang der 1930er Jahre Fußballspiele im nationalen schwedischen Fußball, dabei kam er unter anderem nach Gründung der Allsvenskan 1924 als Spielleiter in der höchsten nationalen Spielklasse zum Einsatz.
Am 26. Juni 1925 pfiff Benzer sein einziges Länderspiel. Auf dem Helsinkier Töölön Pallokenttä verlor die gastgebende finnische Nationalmannschaft trotz zwischenzeitlicher 2:0-Führung vor 3.500 Zuschauern gegen die Auswahlmannschaft des Deutschen Reichs mit 3:5.
Ab 1926 war Benzer mit Ellen Elisabet Nilsson verheiratet.